# Referendumul constituțional din România, 1941 (martie)
Referendumul constituțional din România a fost convocat la data de 5 martie 1941 pentru a valida politicile lui Ion Antonescu.
Votul s-a făcut oral, alegătorii răspunzând cu „da” sau „nu”. Tăcerea a fost considerată un „da”.

## Context
Sub presiunea Germaniei naziste, regele Carol al II-lea l-a numit conducător al Statului pe Antonescu la 6 septembrie 1940.
Un al doilea referendum asupra politicilor a avut loc în noiembrie 1941.

## Rezultate
| Alegere                 | Voturi    | %     |
| ----------------------- | --------- | ----- |
| Pentru                  | 2.960.298 | 99,90 |
| Împotrivă               | 2.996     | 0,10  |
| Total                   | 2.963.294 | 100   |
| Sursa: Direct Democracy |           |       |